# Nationaal Park Sallandse Heuvelrug

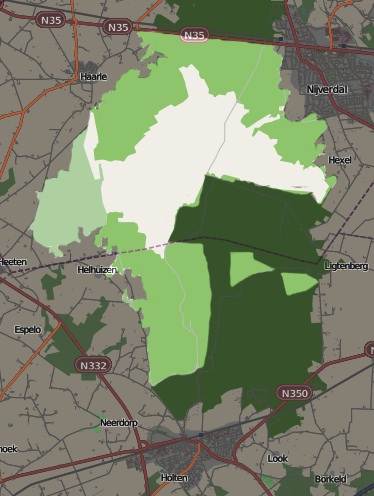
Kaart van het nationaal park

Het Nationaal Park Sallandse Heuvelrug beslaat een groot gedeelte van de heuvelrug tussen Hellendoorn en Holten in Overijssel. Het nationaal park ligt in zijn geheel ten zuiden van de N35 Zwolle - Almelo, en omvat onder andere de Haarlerberg, Holterberg, Noetselerberg en de Koningsbelten. De Hellendoornse Berg ligt buiten het nationaal park, maar behoort wel tot de Sallandse Heuvelrug. Het park is ongeveer 35 km² groot.
Het hoogste punt is de (Grote) Koningsbelt van 75 meter boven NAP. De belangrijkste beheerders zijn Staatsbosbeheer, Vereniging Natuurmonumenten, de waterleidingmaatschappij Vitens (vanwege de waterwinning) en een aantal particuliere grondeigenaren. Sinds 2004 is het gebied door de Nederlandse overheid aangewezen als nationaal park.

## Ontstaan
De Sallandse Heuvelrug is een stuwwal, die zo'n 150.000 jaar geleden is ontstaan in de voorlaatste ijstijd, het Saalien. Voorafgaand aan de ijsbedekking hadden grote rivieren daar dikke lagen zand en grind met dunnere lagen klei afgezet. Deze afzettingen zijn gevormd door de Rijn, maar ook door rivieren vanuit het oosten (onder andere door het zogenaamde eridanosriviersysteem). Toen in het Saalien het ijs tot dit deel van Nederland oprukte, werden deze rivierafzettingen opgestuwd in hoge stuwwallen, zoals de Sallandse Heuvelrug.
In de laatste ijstijd (het Weichselien) kwamen de gletsjers niet tot in Nederland, maar was de bodem wel permanent bevroren (permafrost). Door de toen heersende harde winden werden lagen dekzand afgezet, met name aan de flanken van de Sallandse Heuvelrug.
Boven op de stuwwal vond erosie plaats in deze koude periode. Door de aanwezigheid van permafrost in het voorjaar kon smeltwater van de sneeuw niet makkelijk in de ondergrond infiltreren. Het gevolg was dat het water zich ging concentreren in stromen en de ondergrond ging eroderen waardoor de droogdalen gevormd werden. Voorbeelden hiervan zijn de Wolfslenk en de Diepe Hel.
Toen het klimaat warmer werd, in het Holoceen, raakte de heuvelrug bebost. De bevolkingstoename in de Middeleeuwen maakte dat de bomen grootschalig werden gekapt. Ook was er intensieve begrazing met schapen en geiten en werden er plaggen gestoken om akkergronden mee te bemesten.

## Landschap
Het gebied was sinds de Middeleeuwen vooral begroeid met heide, ook waren er lokaal zandverstuivingen. De heuvels zijn vanaf het eind van de negentiende eeuw voor het grootste deel herbebost om verstuiving tegen te gaan. Er werden vooral productiebossen met naaldbomen aangeplant. Sinds eind twintigste eeuw is het heideareaal weer vergroot uit oogpunt van cultuurhistorie en natuurbeheer.
De heuvelrug is een markant onderdeel van het Overijsselse landschap. Van alle zijden is hij van veraf te zien. Andersom zijn er vanaf de heidevelden veel vergezichten mogelijk. Ook de bossen zijn voor Nederlandse begrippen uitgestrekt. Verder is landhuis De Sprengenberg, ook wel het Palthekasteeltje genoemd, op de gelijknamige heuvel een markant punt in het landschap.
Heuvels in de Sallandse Heuvelrug zijn van noord naar zuid: (* = buiten het nationaal park)
- Eelerberg *
- De Hollander *
- De Victoria *
- Hellendoornse Berg *
- Stoepaars *
- Klinkenbelt *
- Nijverdalse Berg
- Noetselerberg
- Haarlerberg
- Kleine Koningsbelt
- Sprengenberg
- Grote Koningsbelt
- Holterberg
- Wullenberg

## Natuur
Op de Sallandse Heuvelrug bevindt zich de laatste populatie korhoenders in Nederland. Ook de nachtzwaluw komt er voor en het is een belangrijk leefgebied van de levendbarende hagedis en de zandhagedis. Op vochtige plekken zijn de bruine kikker, kamsalamander en kleine watersalamander te vinden. Op de heide is de hazelworm algemeen. Van de zoogdieren zijn ree, vos en das aanwezig en marterachtigen als de steenmarter, bunzing, wezel en hermelijn. Begin 2018 werd aan de hand van observatiegegevens achteraf geconstateerd dat het gebied korte tijd was bezocht door een passerende gezenderde wolf. Er broeden bijna tachtig verschillende soorten vogels in het gebied waaronder, behalve de al genoemde, de roodborsttapuit en de raaf.
De bossen bestaan vooral uit meer dan honderd jaar geleden op voormalige heide aangeplante grove den en jonger naaldhout als douglasspar en lariks. Op sommige plaatsen is door spontane vestiging loofbos met berk, eik en beuk ontstaan. De hoge en droge nog bestaande of weer aangelegde open heidegebieden worden begroeid door struikhei, ook komen er jeneverbesstruwelen voor. Er groeien grote hoeveelheden vossenbes en bosbes op de heuvelrug.
Ten behoeve van het in Nederland vrijwel uitgestorven korhoen is het steeds kleiner geworden gebied met open heide weer uitgebreid. Vooralsnog lijkt vooral de ook zeldzame nachtzwaluw hiervan te profiteren.
In 2023 constateerde op verzoek van de provincie Overijssel een werkgroep van de Ecologische Autorteit in een advies dat het gebied (regelmatig) te droog is, habitats te klein zijn en verspreid voorkomen, er veel verstoringsdruk van recreatie is en de bodem als gevolg van een teveel aan stikstof te zuur en te voedselrijk is.
Het advies luidde dat snel verdere maatregelen op het gebied van hydrologie en stikstofdepositie waarvan zeker is dat ze noodzakelijk en ecologisch effectief zijn dienen te worden genomen. Zo zou moeten worden voorkomen worden dat de natuurkwaliteit verder verslechtert en het halen van Natura2000-doelen steeds meer uit zicht raakt.

## Beheer
Tijdens de crisis van de jaren 1930 en in de eerste oorlogsjaren werden werklozen en Joden op de heuvelrug tewerkgesteld bij de ontginning van de hoge zandgronden voor naaldbos. Bij Twilhaar was een werkkamp.
Na de aanwijzing tot nationaal park kwam er een overleggroep waarin belanghebbenden, waaronder grondeigenaren, praten over een gezamenlijk beheerbeleid. Natuurbeheer werd leidend. Er werd veel energie gestoken in het verbeteren van het leefgebied van de korhoender. Hierbij is heidegebied aangelegd ten koste van bos en worden delen van de heide in het balts- en broedseizoen afgesloten. De autoweg door het gebied is 's nachts voor verkeer gesloten en gebruik overdag wordt ontmoedigd. Ook wordt de heide geplagd om vergrassing tegen te gaan. In een gedeelte dat bezit is van Natuurmonumenten vindt begrazing plaats door Schotse hooglanders. Voor eenvoudige werkzaamheden worden vrijwilligers ingezet.

## Bezienswaardigheden
Holten Canadian War Cemetery op de Holterberg is een van de grootste militaire begraafplaatsen in Nederland. De graven van Canadese soldaten die gesneuveld zijn aan het einde van de Tweede Wereldoorlog worden onderhouden door de Commonwealth War Graves Commission. De begraafplaats telt 1393 graven. De dodenakker is vrij toegankelijk, bij de ingang is een informatie- en herinneringscentrum gevestigd.
Op de Nijverdalsche Berg ligt Twilhaar, een cultuurhistorisch waardevolle plek met akkers, oude bewoningssporen en een schaapskooi. Een gedenkteken houdt er de herinnering levend aan het werkkamp Twilhaar waar in 1942 Joodse dwangarbeiders verbleven.

## Educatie en recreatie
In het park is een bezoekerscentrum van Staatsbosbeheer met daarbinnen ook de Publiekssterrenwacht Hellendoorn. Dit ligt bij Nijverdal aan de N35. Er is een interactieve expositie over het ontstaan van de heuvelrug. Het IVN verzorgt er activiteiten en excursies. Excursies voor minder mobielen zijn mogelijk per elektrocar of paardentram. Een twee kilometer lang speelbospad biedt voor kinderen verschillende activiteiten. Aan de Haarlese kant van de heuvelrug staat de informatieschuur 'de Pas' van Natuurmonumenten.
Er zijn verschillende gemarkeerde wandel-, fiets-, mountainbike- en ruiterroutes. Het Pieterpad en het Marskramerpad doorkruisen het gebied, net als de bewegwijzerde fietsroutes LF 8 en LF 15. Op de Holterberg bij Holten bevindt zich het particuliere Natuurmuseum Holterberg, daar zijn ook verschillende horecagelegenheden. De Sallandse Heuvelrug is een belangrijk recreatiegebied. Er zijn in de omgeving veel campings, hotels en andere op recreatie gerichte voorzieningen.

## Fotogalerij Sallandse Heuvelrug

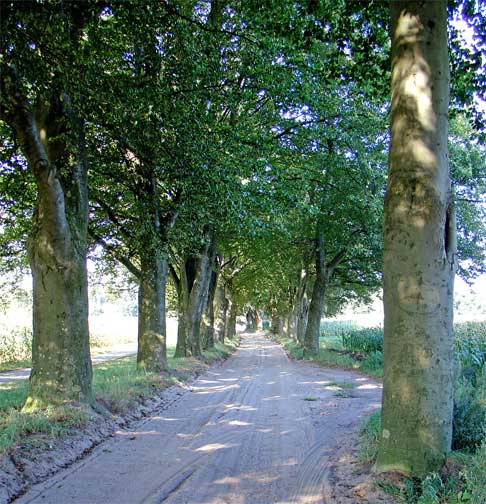
De Beukenlaan bij Holten
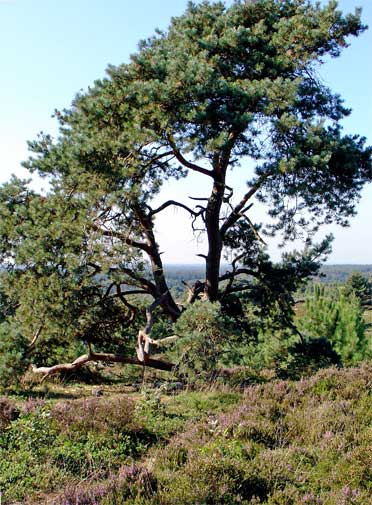
Heuveltop nabij Holten
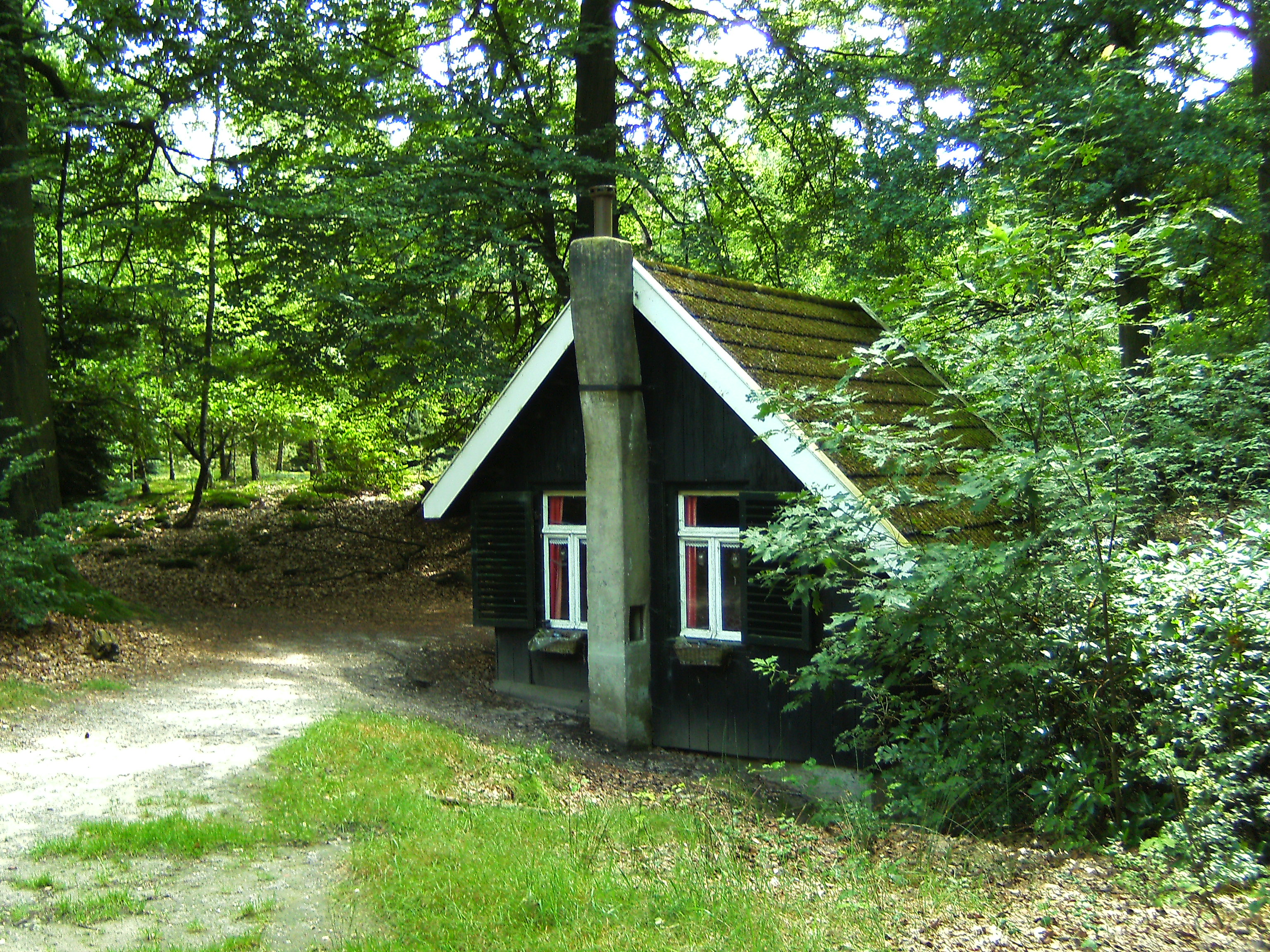
Badhuisje bij huis Sprengenberg
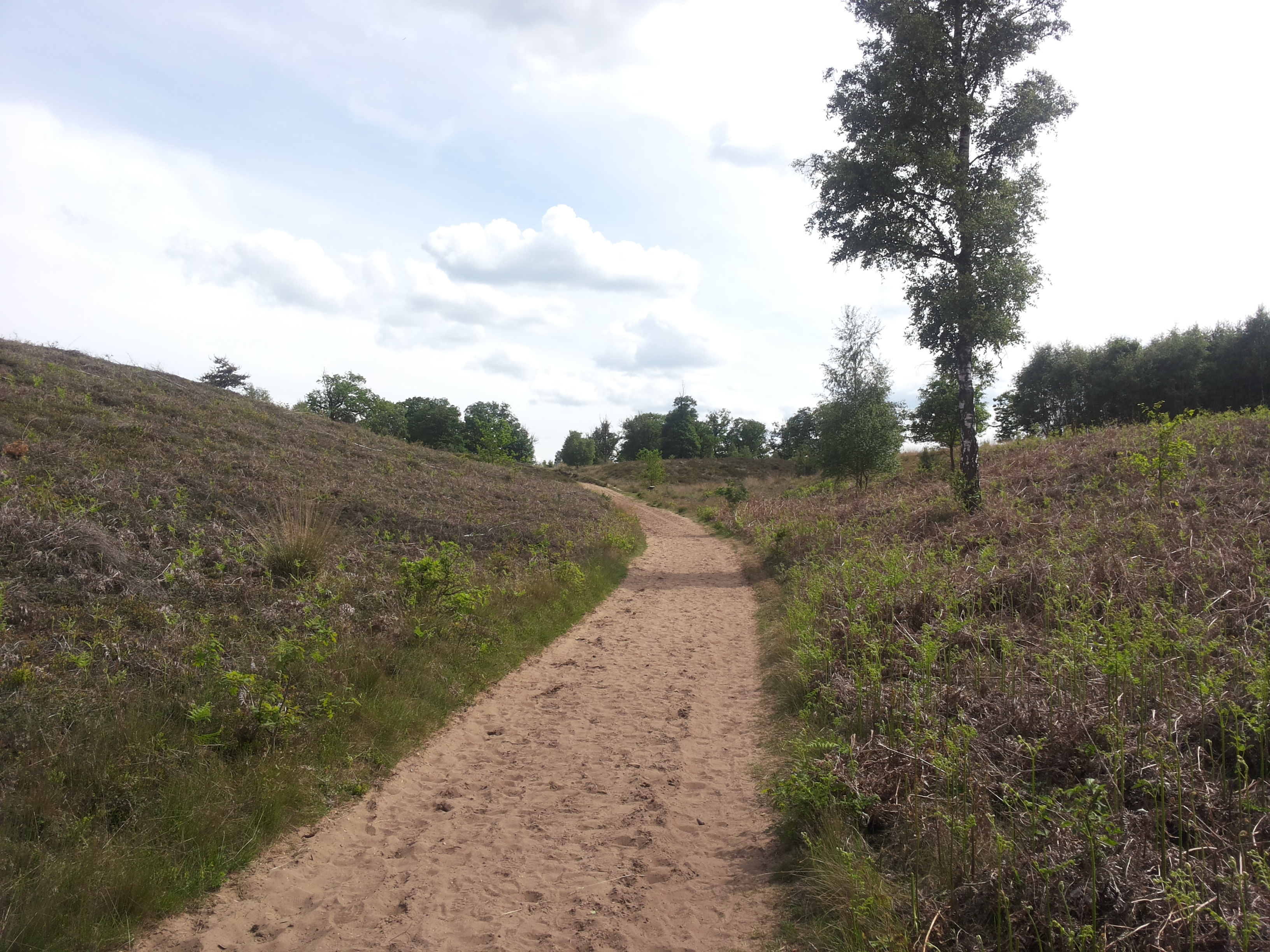
Droogdal Het Nest
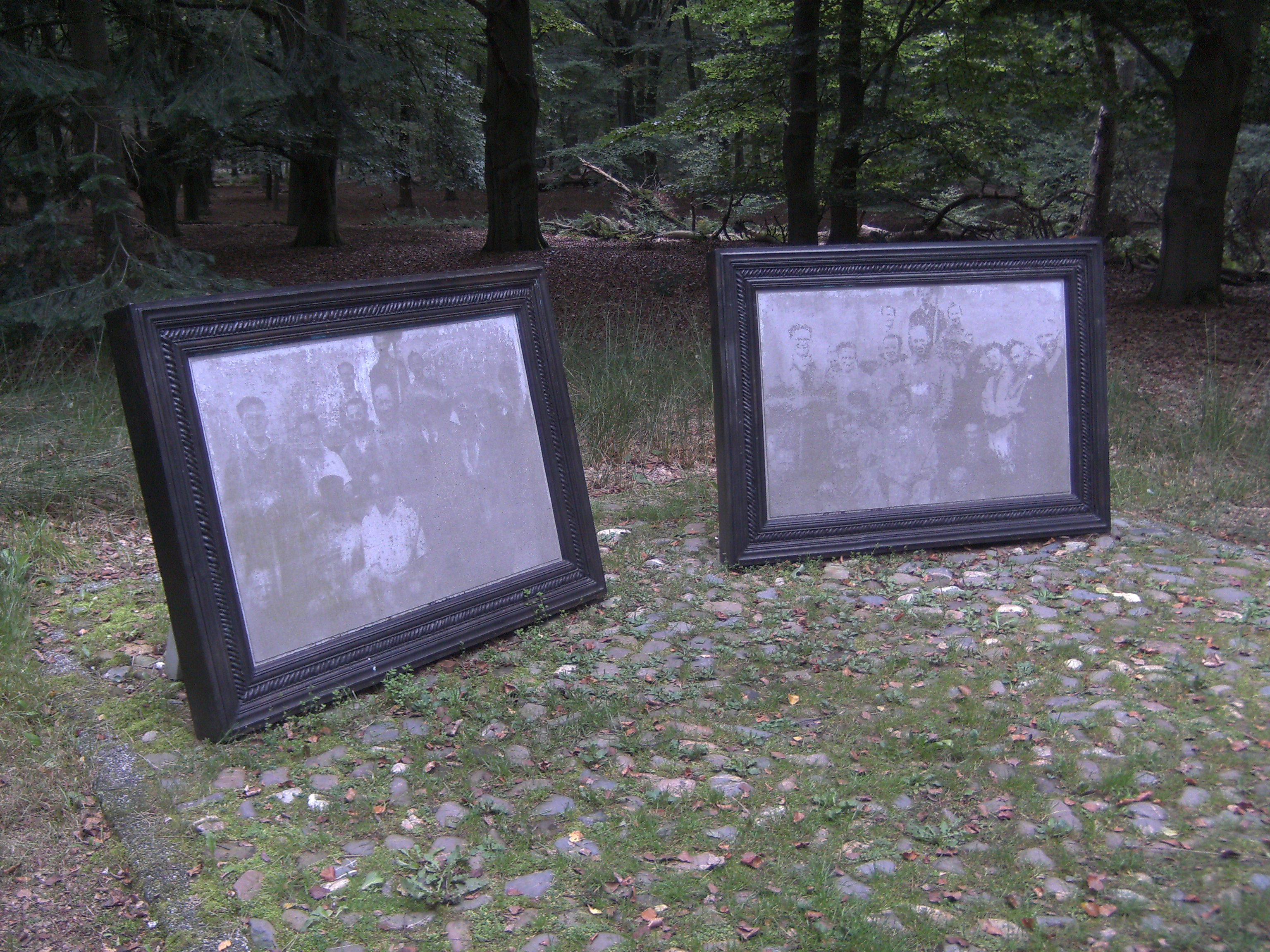
Herinneringsmonument kamp Twilhaar voor de boskap
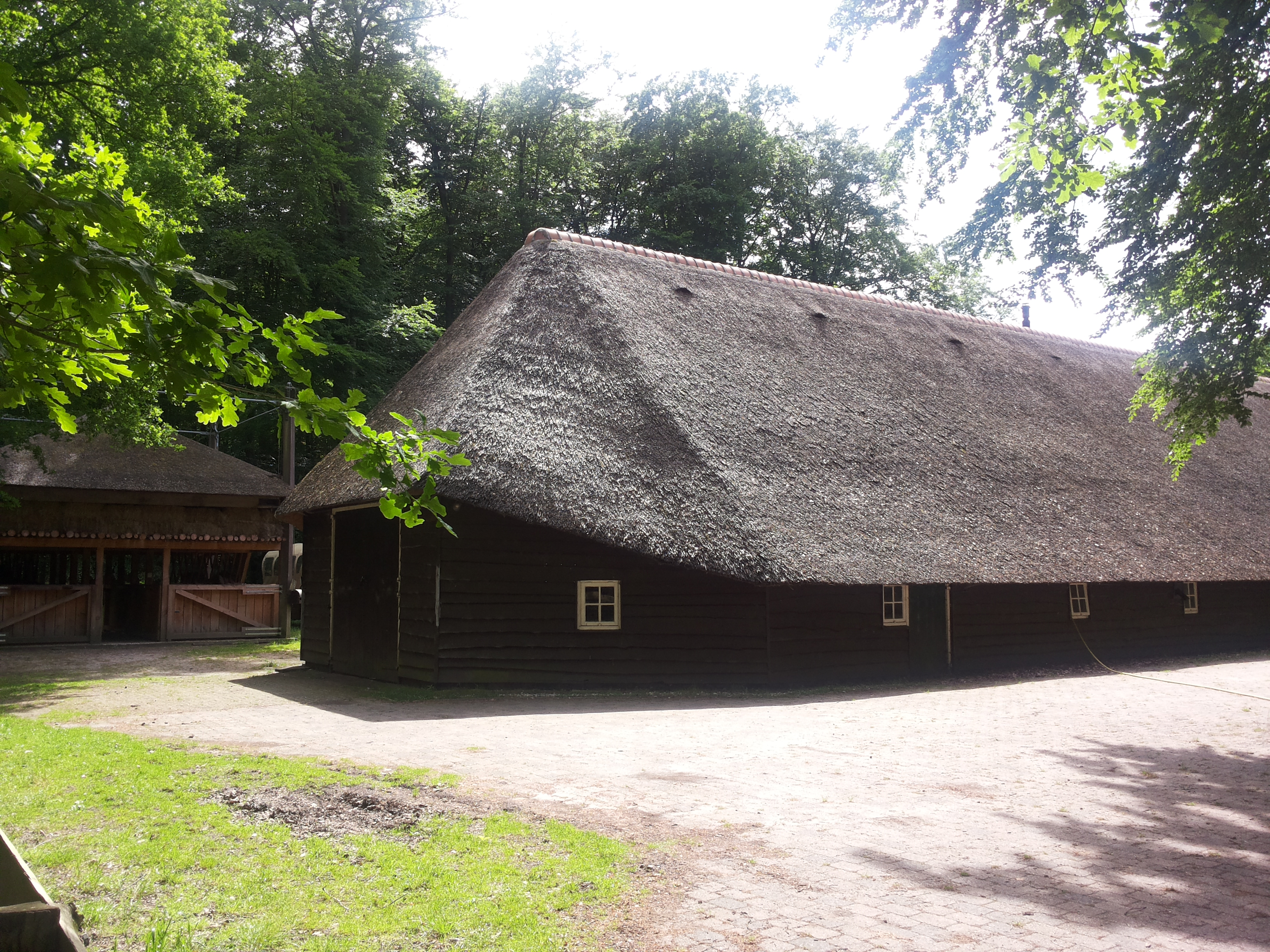
De schaapskooi op de Twilhaar
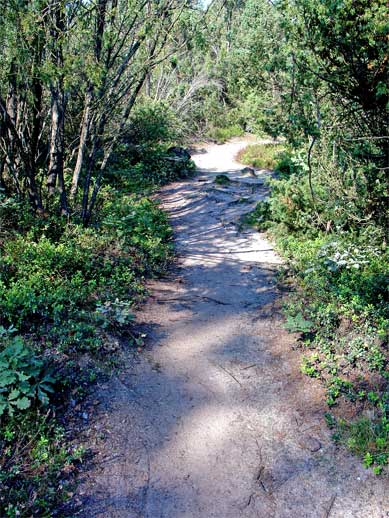
Noetselerberg nabij Nijverdal
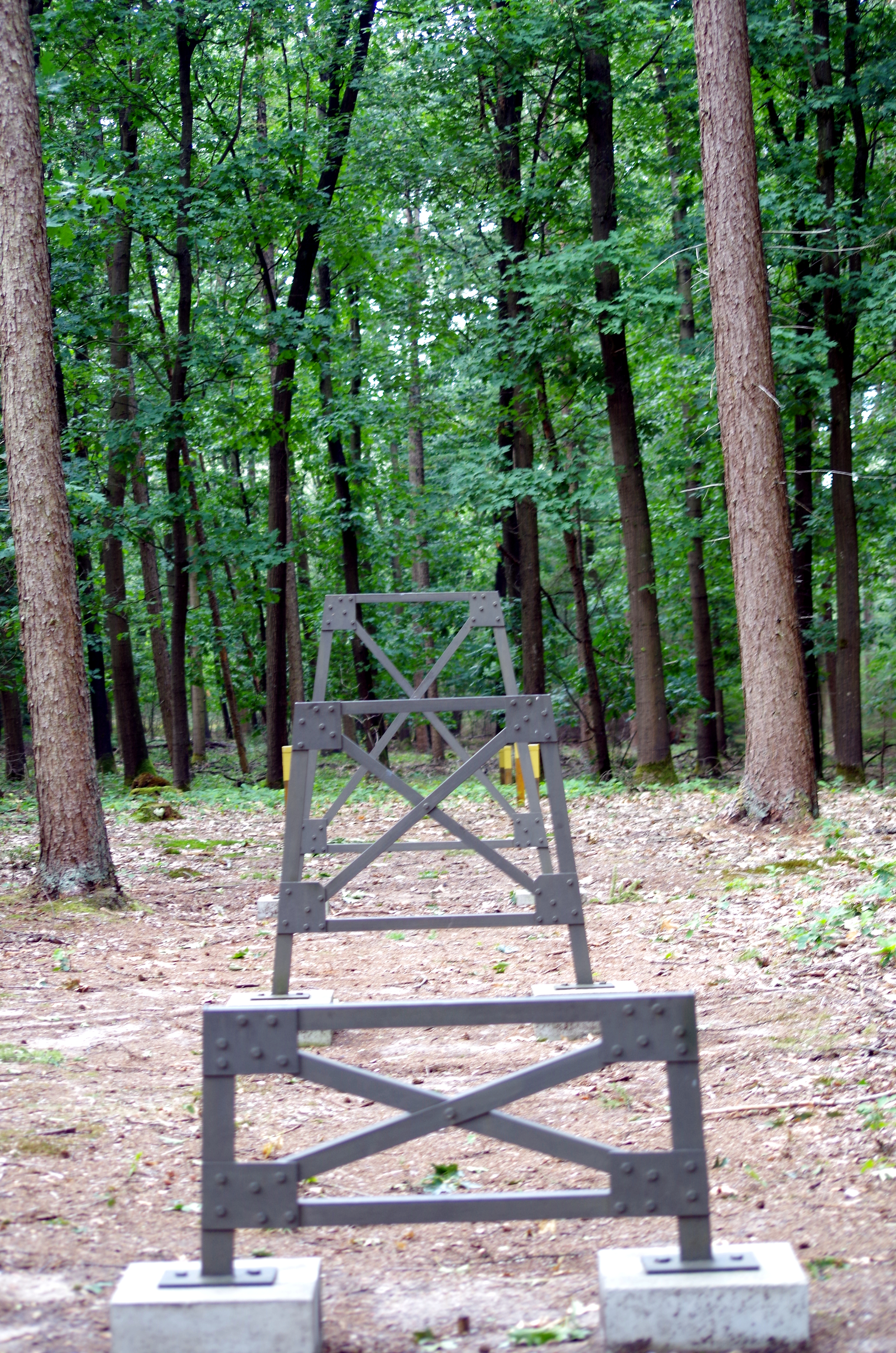
Reconstructie V1-lanceerbaan bij Nijverdal